# گربه‌ماهی طاق‌باز بزرگ
گربه‌ماهی طاق‌باز بزرگ (نام علمی: Synodontis batensoda) نام یک گونه از سرده هم‌رسته‌دندان‌ها است.